# Java KeyStore
Ein Java KeyStore (JKS) ist ein Repository von Sicherheitszertifikaten, entweder Autorisierungszertifikats oder Public Key Zertifikats plus entsprechende private Schlüssel, die z. B. in TLS-Verschlüsselung.
In IBM WebSphere Application Server und Oracle WebLogic Server dient eine Datei mit der Endung jks als Keystore.
Das Java Development Kit unterhält eine Zertifizierungsstelle (CA) Keystore-Datei mit dem Namen cacerts im Ordner jre/lib/security. JDKs stellen ein Tool namens keytool zur Verfügung, um den Keystore zu manipulieren. keytool hat keine Funktionalität, um den privaten Schlüssel aus dem Keystore zu extrahieren, aber dies ist möglich mit Tools von Drittanbietern wie jksExportKey, CERTivity, Portecle und KeyStore Explorer.